# Bryocryptellidae
Bryocryptellidae zijn een familie van mosdiertjes uit de orde Cheilostomatida en de klasse van de Gymnolaemata.

## Geslachten
- Bryocryptella Cossman, 1906
- Buchneria Harmer, 1957
- Cyclocolposa Canu & Bassler, 1923
- Cystisella Canu & Bassler, 1917
- Marguetta Jullien in Jullien & Calvet, 1903
- Palmiskenea Bishop & Hayward, 1989
- Porella Gray, 1848
- Reussia Neviani, 1895
- Rhamphosmittina Hayward & Thorpe, 1988
- Simibryocryptella Alvarez, 1991

Niet geaccepteerde geslachten:
- Cryptella Jullien, 1903 → Bryocryptella Cossman, 1906
- Grayporella Annoscia, 1969 → Porella Gray, 1848
- Porelloides Hayward, 1979 → Porella Gray, 1848